# Leopold Hawelka

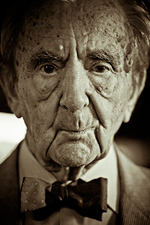
Leopold Hawelka, 2008

Leopold Victor Hawelka (* 11. April 1911 in Kautendorf (heute Ortsteil von Staatz) in Niederösterreich; † 29. Dezember 2011 in Wien) war ein österreichischer Cafetier. Er war gemeinsam mit seiner Ehefrau Josefine Hawelka der Gründer und Betreiber des Café Hawelka.

## Leben
Leopold Hawelkas Vater Gottlieb, der aus Joachimshof in Mähren stammte, war Schuhmacher in Mistelbach, wo Leopold seine Kindheit und Jugend verbrachte. Seine Mutter Maria geb. Svoboda stammte aus Kautzen. In der Stadtpfarrkirche nahm er beim Chormeister Violinunterricht. Nach Abschluss der Bürgerschule zog er 1925 nach Wien, wo er im Restaurant Paul Deierl in der Babenbergerstraße mit der Kellnerlehre das Gastronomiehandwerk erlernte und auf Saisonjahre in Bad Gastein (im Grand Hotel Gasteinerhof in Bad Gastein als Weinkellner) und in Hofgastein ging.
Um 1933 ins Deierl als Kellner zurückgekehrt lernte er die zwischenzeitlich in dem Lokal als Sitzkassierin (nach Leopold Hawelka als Schank- und Küchenkassierin) arbeitende zwei Jahre jüngere Josefine Danzberger (1913–2005) kennen. Die aus dem oberösterreichischen Kremsmünster stammende Fleischhauerstochter aus einer bürgerlichen Familie von Gastwirten, Bierbrauern, Bauern und Fleischhauern wurde 2011 von der Tochter Herta als „warmherzige, überaus fleißige, kluge und resolute Frau, mit ausgeprägtem Geschäftssinn“ beschrieben, von der Leopold Hawelka seinen Kindern erzählte, dass er „immer eine tüchtige Frau [wollte], mit der ich weiterkomme“.
Am 29. November 1936 heirateten die beiden in der Rochuskirche auf Josefines Betreiben hin und eröffneten zwei Tage später in Pacht das Kaffee Alt Wien in der Bäckerstraße 9. Da das Ehepaar keine Wohnung hatte, lebten die beiden im Kaffeekammerl. Obwohl ihnen zu Beginn das Scheitern vorausgesagt wurde, entwickelte sich das Café so gut, dass sie drei Jahre später das Lokal kaufen wollten; jedoch war ihnen der Kaufpreis zu hoch.
Auf der Suche nach einer günstigeren Alternative bewarb sich Leopold Hawelka als „Arisierungsanwärter“ für das Café Gross (Tuchlauben 19), erhielt aber nicht den Zuschlag. (Einer der Mitbewerber war Erwin Zauner, der nach dem Krieg dann das Café Landtmann übernahm.) Stattdessen ergab sich bald darauf die Gelegenheit für das Ehepaar Hawelka, das nicht allzu weit vom Café Alt Wien entfernte Kaffeehaus Karl L. (vielfach als Café Ludwig, von Herta Hawelka als Café Ludwig Carl bezeichnet) billig zu kaufen. Das in der Dorotheergasse 6–8 gelegene im Jugendstil eingerichtete Lokal, bestehend aus einem großen Raum und einem „Chambre separee“ (heute Lagerraum), ging aus der 1906 gegründeten Chatham-Bar hervor, die wegen ihres Separee von den Wienern Je-t’aime-Bar genannt wurde. Tatsächlich stand das Café Ludwig (Karl) zur „Arisierung“, weil der jüdische Besitzer wenige Wochen nach dem Anschluss Österreichs spurlos verschwand. Am 10. Mai 1939 waren im Gebäude Dorotheergasse 6–8 durch das Wiener „Wohnungsamt“ Sammelwohnungen für zwangsumgesiedelte Jüdinnen und Juden eingerichtet worden, am 15. Mai 1939 wurde der Kaufvertrag für das im Erdgeschoß dieses Gebäudes gelegene Kaffeehaus unterzeichnet, die Hawelkas führten das Café unter dem bisherigen Namen weiter. Mit Ausbruch des Zweiten Weltkrieges im September 1939 schlossen die Hawelkas das Café wieder. Im Mai 1940 wurde Leopold Hawelka in die Wehrmacht zum Kriegsdienst eingezogen, den er als Pferdeputzer und Koch unversehrt überlebte: „Im Krieg darf man nicht ehrgeizig sein.“
Während rundherum alles in Schutt und Asche lag, blieb das Lokal des Ehepaars unbeschädigt, sodass sie es schon im September 1945 wieder eröffnen konnten – nun als das später legendär gewordene Café Hawelka. Gekocht wurde der Ersatzkaffee anfangs auf einem provisorisch in der Küche aufgestellten Kanonenofen mit einem Ofenrohr durch das Fenster direkt auf die Straße. Um den Ofen beheizen zu können, ging Hawelka monatelang ein bis zweimal in der Woche zu Fuß in den Lainzer Tiergarten und sammelte mit einem Rucksack und zwei Taschen Holz.
In der ersten Zeit der Nachkriegsjahre setzte sich das Publikum des Hawelka noch aus Pensionisten, Händlern aus dem nahen Dorotheum und aus ehemaligen Aristokraten, die ihre Heimat verlassen mussten zusammen. Über Schleichhändler versorgten die Hawelkas ihr Lokal mit Feigenkaffee, Alkoholika und Zigaretten. Bis ins hohe Alter bemühte sich Leopold Hawelka um die Gäste, empfing sie persönlich, wies ihnen einen Platz an und verabschiedete sie auch wieder. Er sorgte nicht nur dafür, dass seine beiden Kinder, die im Lokal aufwuchsen, die Gäste freundlich grüßten und sie nicht störten, sondern auch, dass Herren keine Damen ansprachen. Solche bekamen von ihm Lokalverbot.
Bald schon wurde das Kaffeehaus zum Treffpunkt von Künstlern, Literaten und deren Freunden. Hawelka malte selbst gerne und sammelte Kunst. Von seinen Gästen kaufte er Bilder, die er im Lokal aufhängte, und manchem Künstler soll er unauffällig zwanzig Schilling zugesteckt haben, um sich damit im Lokal einen Kaffee kaufen zu können.
Seine Frau Josefine, die sich um die Finanzen und die administrativen Belange wie die Buchhaltung kümmerte, bot täglich ab 22 Uhr ihre böhmischen Buchteln an, bis sie am 22. März 2005 91-jährig verstarb. Mit ihr hatte Leopold Hawelka die Tochter Herta (* 1939; Fremdenführerin in Wien) und den Sohn Günter (* 1940), der gemeinsam mit seinen zwei Söhnen Amir und Michael den Familienbetrieb weiterführt. Bis zuletzt war der Alt-Cafetier fast jeden Vormittag für ein paar Stunden in seinem Café und war „immer noch unser Generaldirektor. Wenn er im Haus ist, ist er der Chef“, wie sein „Enkel Michael im Frühjahr [2011] keinen Zweifel am Führungsanspruch des Seniors [ließ]“. Änderungen und Modernisierungen in seinem Kaffeehaus war er wenig aufgeschlossen („Der Kaffee wär’ ned besser, wenn das Lokal moderner wär.“), das durch die gesetzliche Lage (Tabakgesetz) 2010 auch im Hawelka zu verhängende Rauchverbot war ihm zuwider: So gab er dennoch immer wieder Anweisung, Aschenbecher auf die Tische zu stellen. „‚Wenn der Papa da ist, machen wir ihm die Freude, lächelt Günther, sobald er geht, räumen wir die Aschenbecher wieder weg.‘“
Bereits an der Feier im Frühjahr 2011 zu seinem 100. Geburtstag konnte Leopold Hawelka nicht mehr teilnehmen, am 29. Dezember 2011 starb er im 101. Lebensjahr.
Er wurde auf dem Heiligenstädter Friedhof (Abteilung A, Gruppe M, Nummer 27) in Wien neben seiner Gattin beerdigt.

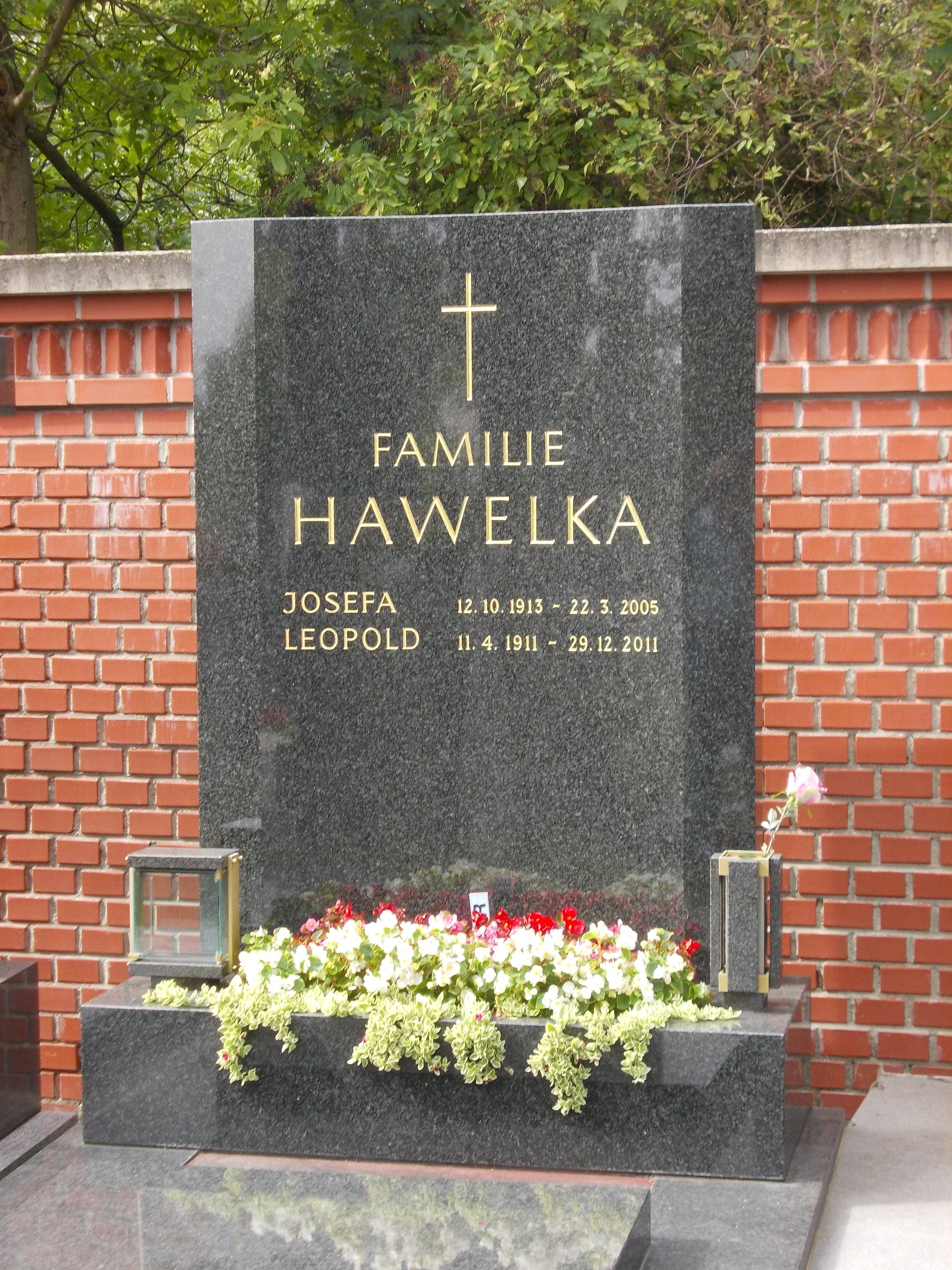
Grabstätte von Leopold Hawelka

## Auszeichnungen
- 1991: Mit 80 Jahren wurde Leopold Hawelka der Titel Kommerzialrat verliehen.
- 1989: Silberne Ehrenmedaille für besondere Verdienste der Kammer der Gewerblichen Wirtschaft.[19]
- 1999: Wiener Tourismuspreis[19]
- 2000: Goldenes Ehrenzeichen für Verdienste um die Republik Österreich.[19]
- April 2011, zu seinem 100. Geburtstag:
  - Goldener Rathausmann der Stadt Wien.[20]
  - „Goldene Kammermedaille“ der Wirtschaftskammer und
  - „Goldenes Kaffeesiederkännchen“, welches von der Kaffeesiederbranche für besondere Verdienste um das Wiener Kaffeehaus vergeben wird.[19]
  - Sonderpostmarke der Österreichischen Post: Gastronomie mit Tradition – Café Hawelka im Wert von 0,62 Euro.[21]
- 2011: Goldenes Ehrenwappen der Stadtgemeinde Mistelbach in Würdigung seines Lebenswerkes und seines Heimatbezuges zu Mistelbach.[22]